# NGC 612
NGC 612 ist eine linsenförmige Galaxie vom Hubble-Typ SA0 im Sternbild Bildhauer, welche etwa 396 Millionen Lichtjahre von der Milchstraße entfernt ist. 
Das Objekt wurde am 29. November 1837 von dem britischen Astronomen John Frederick William Herschel entdeckt.